# Ceratotheca integribracteata
Ceratotheca integribracteata är en sesamväxtart. Ceratotheca integribracteata ingår i släktet Ceratotheca och familjen sesamväxter.

## Underarter
Arten delas in i följande underarter:
- C. i. elliptica
- C. i. integribracteata